# Рябушки (Лебединский район)
Рябушки (укр. Рябушки) — село,
Рябушковский сельский совет,
Лебединский район,
Сумская область,
Украина.
Код КОАТУУ — 5922988201. Население по переписи 2001 года составляло 887 человек.
Является административным центром Рябушковского сельского совета, в который, кроме того, входят сёла
Костев,
Куриловка,
Пивничное и
Ольшанка.

## Географическое положение
Село Рябушки находится на берегу реки Ольшанка (в основном на правом),
выше по течению на расстоянии в 0,5 км расположено село Ольшанка,
ниже по течению на расстоянии в 4,5 км расположен город Лебедин.
Село вытянуто вдоль реки на 10 км.
К селу примыкает небольшой лесной массив (сосна).
По селу протекает несколько пересыхающих ручьёв с запрудами.
Через село проходит автомобильная дорога Т-1913.
Рядом проходит железная дорога, ближайшие станции Садовая (2 км) и Рябушки (5 км).

## История
- Село Рябушки основано в 1765 году[2].
- Рядом с селом обнаружено поселение раннего железного века.
- После отмены крепостного права на Слобожанщине интенсивно развивались промышленность, ремесла и промыслы. Многие жители занимались гончарным производством, было развито кузнечное, портняжное и сапожное ремесла, извозный промысел. На окраинах располагались пасеки. Слобода славилась садами. Важную роль играла торговля.
- Экономическому развитию региона способствовало строительство в 1877 году железной дороги Мерефа-Ворожба.

## Экономика
- Молочно-товарная и свинотоварная фермы.
- «Колос», ООО.
- «Рябушки», ООО.

## Объекты социальной сферы
- Дом культуры.

## Известные люди
- Красовский, Панас Иванович (род. 15 января 1782) — в период российско-турецкой войны был участником боевых действий на Дунае, награждён орденом Святого Георгия 4-й степени, орденом Святого Владимира, золотой шпагой с надписью «За храбрость». В 1812-м Красовский командовал 14-м егерским полком. В этом году ему было присвоено звание полковника. После того как окончательно была разгромлена отступающая армия Наполеона, Красовского наградили орденом Святого Георгия 3-й степени и присвоили звание генерал-майора.
- Бурлюк, Давыд Давыдович — поэт и художник, один из основателей российского футуризма, близкий друг Маяковского, родился в селе Рябушки.
- Ситенко, Михаил Иванович (1885—1940) — врач ортопед-травматолог.